# Gladtjärnen (Järnboås socken, Västmanland)
Gladtjärnen är en sjö i Hällefors kommun och Nora kommun i Västmanland och ingår i Norrströms huvudavrinningsområde. Sjön är 9 meter djup, har en yta på 0,0577 kvadratkilometer och är belägen 171,2 meter över havet.

## Delavrinningsområde
Gladtjärnen ingår i det delavrinningsområde (662013-143973) som SMHI kallar för Utloppet av Sången. Medelhöjden är 187 meter över havet och ytan är 29,84 kvadratkilometer. Räknas de 10 avrinningsområdena uppströms in blir den ackumulerade arean 293,75 kvadratkilometer. Dyltaån (Bornsälven) som avvattnar avrinningsområdet har biflödesordning 3, vilket innebär att vattnet flödar genom totalt 3 vattendrag innan det når havet efter 246 kilometer. Avrinningsområdet består mestadels av skog (76 procent). Avrinningsområdet har 3,24 kvadratkilometer vattenytor vilket ger det en sjöprocent på 10,9 procent.